# Redgranite (Wisconsin)
Redgranite es una villa ubicada en el condado de Waushara en el estado estadounidense de Wisconsin. En el Censo de 2010 tenía una población de 2.149 habitantes y una densidad poblacional de 362,96 personas por km².

## Geografía
Redgranite se encuentra ubicada en las coordenadas 44°3′12″N 89°6′52″O / 44.05333, -89.11444. Según la Oficina del Censo de los Estados Unidos, Redgranite tiene una superficie total de 5.92 km², de la cual 5.89 km² corresponden a tierra firme y (0.44%) 0.03 km² es agua.

## Demografía
Según el censo de 2010, había 2.149 personas residiendo en Redgranite. La densidad de población era de 362,96 hab./km². De los 2.149 habitantes, Redgranite estaba compuesto por el 77.38% blancos, el 17.78% eran afroamericanos, el 1.91% eran amerindios, el 0.09% eran asiáticos, el 0.28% eran isleños del Pacífico, el 1.4% eran de otras razas y el 1.16% pertenecían a dos o más razas. Del total de la población el 3.02% eran hispanos o latinos de cualquier raza.